# 武汉大学外国语言文学学院

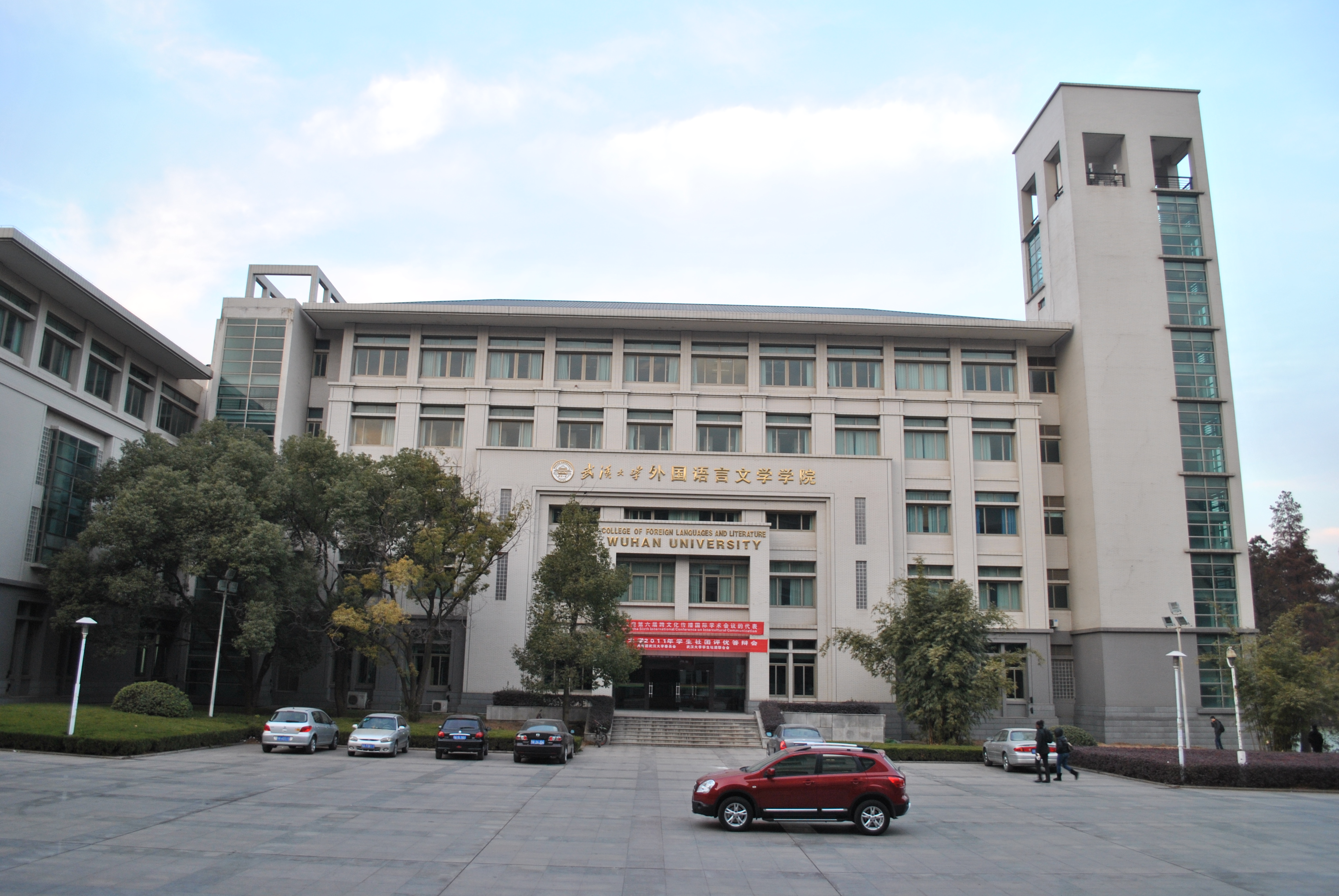

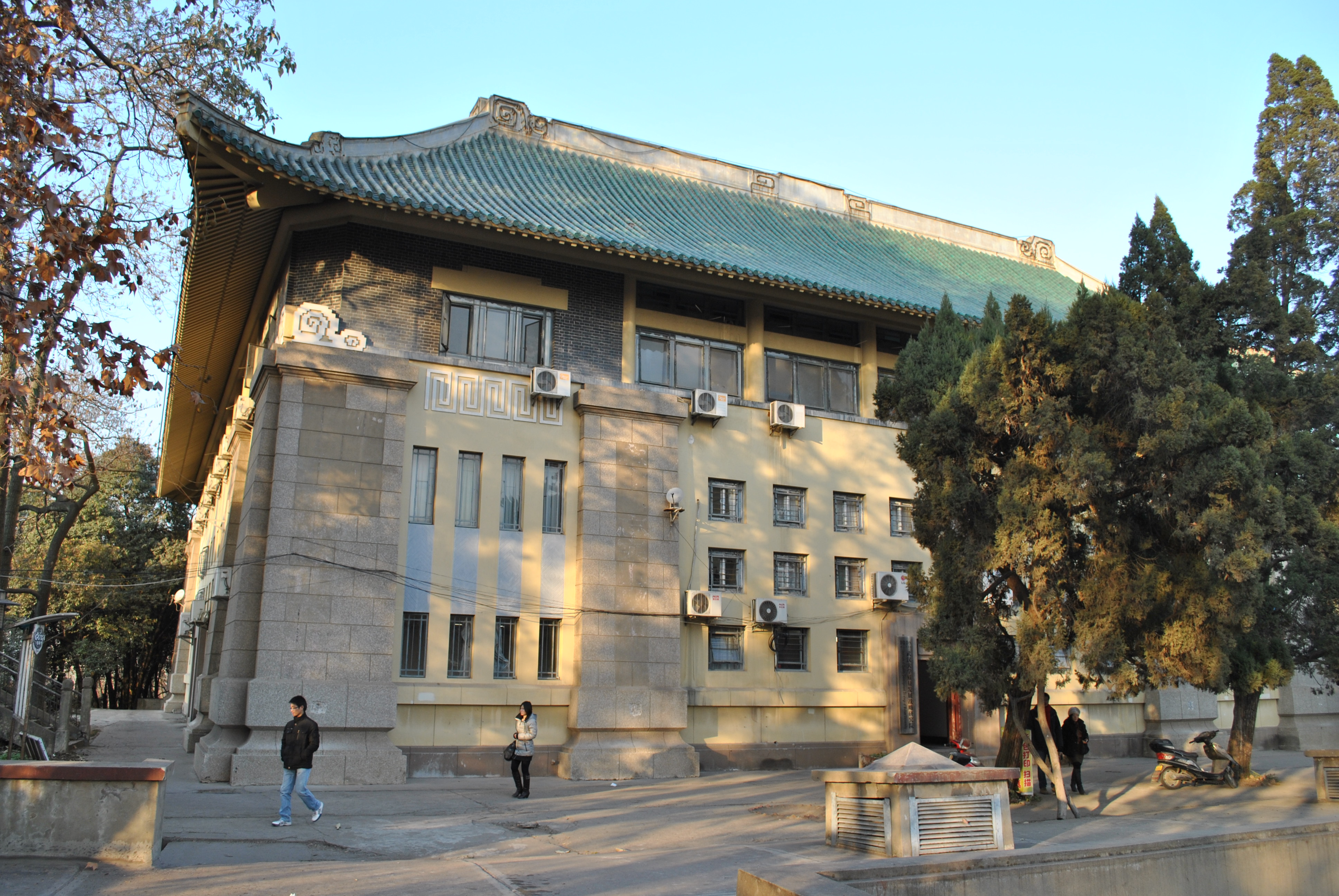
老法学院也曾作为外语学院的办公楼使用

武汉大学外国语言文学学院简称武汉大学外语学院，前身是1893年自强学堂开设的方言科（即外国语），现隶属于武汉大学人文科学学部。